# Microsoft Works
Microsoft Works — простой офисный пакет приложений, предназначенный для домашнего пользования. В состав этого пакета входит программное обеспечение, предоставляющее возможности обработки текста, работы с таблицами, управления базами данных и календарного планирования. В сравнении с Microsoft Office обладает меньшими возможностями: к примеру, электронные таблицы содержат лишь один лист, и т. п.
Заменён Microsoft Office Starter 2010 (Word и Excel с показом рекламы и ограниченным функционалом).

## Составные части

### Ассистент
Существует для быстрого и удобного обращения к остальным частям пакета.

### Альбом
Простой альбом для создания коллекций фотографий или любой другой графики. 

### База данных
Для создания и использования домашних баз данных, таких как списки книг или фонотека. В этой области применение Works может быть эффективнее, чем использование Access, так как он легче и быстрее осваивается пользователями. Однако SQL не поддерживается.

### Текстовый редактор
По функциональности находится между WordPad и MS Word. Тексты сохраняются в формате .wps, .doc, .docx, .html.

### Календарь
Планировщик времени.
Возможна синхронизация с КПК (PocketPC и Palm).

### Электронная таблица
В отличие от Microsoft Excel, использует лишь одну страницу и не поддерживает макросы и программы Basic.
Данные сохраняются в формате для электронных таблиц — .xlr, .xls, .xlsx. В последних двух форматах (Excel) диаграммы не сохраняются. В родном формате .xlr созданные диаграммы открываются из меню Вид (причём каждая диаграмма располагается в отдельном окне, и, чтобы видеть и диаграмму и данные, можно в меню Окно использовать пункт Рядом).

## Версии

### Works для MS-DOS
- Microsoft Works 1.05
- Microsoft Works 1.12
- Microsoft Works 2.0, 2.00a
- Microsoft Works 3.0, 3.0a, 3.0b

### Works для Mac OS
- Microsoft Works 1.0
- Microsoft Works 2.0
- Microsoft Works 3.0
- Microsoft Works 4.0

### Works для Microsoft Windows
- Microsoft Works 2.0, 2.0a (Windows 3.x)
- Microsoft Works 3.0, 3.0a, 3.0b (Windows 3.x)
- Microsoft Works 4.0, 4.0a, 4.5, 4.5a (Windows 95)
- Microsoft Works 2000 (v.5) (Microsoft Works Suite 2000)
- Microsoft Works 6.0 (Microsoft Works Suite 2001, 2002) — Windows 95
- Microsoft Works 7.0 (Microsoft Works Suite 2003, 2004) — Windows 98 (Original release)
- Microsoft Works 8.0 (Microsoft Works Suite 2005) — Полностью совместима с Windows XP и Windows Vista, Windows 7 и более поздних версиях Windows.
- Microsoft Works 8.5 (Microsoft Works Suite 2006) — Последняя версия на Windows 98 SE/Me/2000
- Microsoft Works 9.0 (Microsoft Works Plus 2008) — Windows XP/Vista/7/8/8.1/10